# Franciszek Ksawery Chomiński
Franciszek Ksawery Chomiński herbu Lis (ur. przed 1745, zm. 9 czerwca 1809 w Wilnie) – wojewoda mścisławski i generał major wojsk litewskich od 1788, marszałek sejmu w 1784, konfederat barski, poeta, tłumacz i mówca sejmowy.

## Życiorys
Urodził się jako syn Hilarego, chorążego oszmiańskiego, herbu Lis, i Anny z Kopciów. Porucznik w chorągwi petyhorskiej, deputat na  Trybunału Głównego Wielkiego Księstwa Litewskiego, który był wówczas klientem domu Radziwiłłowskiego. W roku 1764 był pułkownikiem konfederacji Czartoryskich. W Konfederacji barskiej (1768–1772) był regimentarzem pow. oszmiańskiego i stronnikiem Michała Kazimierza Ogińskiego, z polecenia którego udawał się w misjach dyplomatycznych do Wiednia (1770), Paryża, Niemiec i Włoch, w celu pozyskania pomocy finansowej dla konfederacji barskiej. Uczestniczył w bitwie pod Stołowiczami. Po upadku konfederacji udał się na krótko (do roku 1775) wraz z Ogińskim na emigrację Bawarii, Francji i Włoszech. W roku 1775 sekretarzował jeszcze Ogińskiemu i prowadził jego interesy. Wkrótce potem pogodził się z królem (związał ze stronnictwem królewskim), współdziałając z A. Tyzenhauzem i J. Chreptowiczem. Jako starosta piński i w latach 1776–1790 brygadier Pińskiej Brygady Kawalerii Narodowej (II Litewskiej, zwanej też Petyhorską) gościł w Pińsku w roku 1784 króla i A. K. Czartoryskiego. Poseł na sejm z powiatu pińskego w latach 1780, 1782 i 1784 (marszałek izby poselskiej sejmu w Grodnie). Sędzia sejmowy na sejmie 1780 roku. W roku 1782 został kawalerem Orderu Świętego Stanisława. W 1785 odznaczony Orderem Orła Białego. W 1786 został marszałkiem Trybunału Głównego Wielkiego Księtwa Litewskiego w Wilnie. Wkrótce potem uzyskał stopień generał majora w I dywizji Wielkiego Księstwa Litewskiego, a w roku 1788 wojewodą mścisławskim. Był członkiem konfederacji Sejmu Czteroletniego. Na Sejmie Czteroletnim występował za wzmocnieniem władzy królewskiej, należąc do stronników Konstytucji. Sędzia sejmowy z Senatu z Prowincji Wielkiego Księstwa Litewskiego w 1791 roku. Figurował na liście posłów i senatorów posła rosyjskiego Jakowa Bułhakowa w 1792 roku, która zawierała zestawienie osób, na które Rosjanie mogą liczyć przy rekonfederacji i obaleniu dzieła 3 maja. W latach 1793–1807 był marszałkiem guberni mińskiej. W roku 1797 był uwięziony przez Rosjan (jako podejrzany o spiskowanie). W okresie wojen napoleońskich należał do zwolenników polityki A. J. Czartoryskiego, opartej na porozumieniu z Rosją.
Po roku 1788 poślubił Zofię Tyzenhauzową, rozwódkę po podskarbim. Zmarł 9 czerwca roku 1809 w Wilnie.

## Twórczość
Był autorem przekładów na język polski dzieł literatury rzymskiej i francuskiej. W 1765 wydał przekład Ód Horacego. Przełożył też utwory Racine’a (1818) i Corneille’a (rękopis).

### Ważniejsze mowy i utwory
- Mowa na pożegnanie Koła Wielkiego od... Pisarza Tryb. Gł. W. Ks. Lit. Repartacji Wileńskiej, Chorążyca powiatu Oszmiańskiego miana. R. 1763 dnia 5 września, brak miejsca i roku wydania
- Mowa... Brygadiera Petyhorskiej Jazdy Nar. W. Ks. Lit. i Posła z powiatu Pińskiego w Izbie Senatorskiej dnia 21 Octobra... miana, (Warszawa 1780)
- Mowa... miana w Izbie Poselskiej po przeczytanej poprawie projektu pretensji Książąt Radziwiłłów, (Warszawa 1780)
- Mowa... miana w Izbie Poselskiej po przeczytanym projekcie wojskowym, Warszawa (1780)
- Mowa... miana 24 Octobr. po przeczytaniu w Izbie Poselskiej projektu do zaświadczenia Komisji Edukacyjnej, Warszawa (1780)
- Mowa... na sesji d. 27 Octobris r. 1780 miana po wziętym na deliberacją w Izbie Poselskiej projekcie pod tytułem: „Deklaracja z Komisji Skarbu Litewsk.”, Warszawa (1780)
- Mowy... marszałka sejmowego, Warszawa 1784, (spośród nich 2 druk. osobno):
  - Mowa... kawalera orderu Ś. Stanisława. Po jednomyślnym jego na marszałkostwo wybraniu..., (Warszawa) 1784
  - Mowa... Przy złączeniu Izby Poselskiej z Senatorską. R. 1784, miesiąca października 3 dnia miana, (Warszawa) 1784
- Wiersze epigramatyczne z r. 1784, ogł. w: „Diariusz bytności... Stanisława Augusta w Pińsku”, Biblioteka Warszawska 1860, t. 3, s. 258-260
- Mowa... wojewody mścisławskiego podczas Sejmu roku 1788 w materii o rządzie wojska miana, Warszawa (1788)
- Odpowiedź na „Żydo-Swaros”, Warszawa 1792, druk anonimowy, autorstwo według I. Kozłowskiej, (w odpowiedzi na ten druk ukazał się wiersz autora „ŻydoSwaros”, pt. Pojedynek literacki, czyli odpowiedź, brak miejsca i roku wydania)
- Ody, wyd. zobacz: Przekłady
- Drobne utwory ogł.: Dziennik Wileński (tu: „Zagadki I-VI, Szarada” 1806, s. 257-260; „Oda o stałości umysłu w obojej doli” 1815, t. 1; „Oda na zepsucie świata” 1815, t. 2).

Przez dłuższy czas przyznawano ponadto Chomińskiemu (Ł. Gołębiowski, H. Łopaciński) autorstwo wiersza F. Bohomolca: Do Jmci Pana Grzegorza Łyszkiewicza, prezydenta warszawskiego, na jego przysłowie „Kurdesz nad kurdeszami”. Autorstwo to obalił T. Mikulski.

### Przekłady
- Q. F. Horatius: Ody, Wilno 1765; ukazanie się drukiem tego przekładu zakwestionował W. Ogrodziński (Polskie przekłady Horacego, Kraków 1935, s. 82); nie znał go także z autopsji W. Hahn (Bibliografia Horacego w Polsce, Lublin 1936, s. 6)
- J. Racine: Fedra. Tragedia 1677 przez J. Rasyna napisana, 1801 przez zeszłego... na jęz. pol. przełożona, a 1807 na teatrze narodowym wileńskim wystawiona przez osoby składające Towarzystwo Dobroczynności wileńskiej, kosztem A. Chomińskiego, kapitana, Warszawa 1818
- J. L. Gresset: „Wiek słoty”, Dziennik Wileński 1815, t. 2
- J. Delille: Człowiek wiejski albo georgiki francuskie, Wilno 1817; wyd. następne: Wilno 1818 (tu: przyłączone ody tegoż tłumacza); Wilno 1819; fragmenty przedr. P. Hertz: Zbiór poetów polskich XIX w., księga 1, Warszawa 1959, s. 985-986
- P. Corneille: Cynna, rękopis, (informacja: Polski słownik biograficzny).

### Listy i materiały
- Do K. Radziwiłła, rękopis w Archiwum Głównym Akt Dawnych (Archiwum Ordynacji Nieświeskiej)
- Doniesienia z Polski i inne akta, rękopisy: Archive des Affaires Étrangères, (Correspondance de Pologne)
- Do Stanisława Augusta z lat 1764–1792, rękopisy: Biblioteka Czartoryskich, sygn.: 654-655, 680, 699, 720-721, 724, 732 i 920
- Podanie do Stanisława Augusta z roku 1793 i brulion odpowiedzi, rękopis: Biblioteka PAN Kraków, sygn. 7(A).